# Lype auripilis
Lype auripilis là một loài Trichoptera trong họ Psychomyiidae. Chúng phân bố ở miền Cổ bắc.